# 山野駅
山野駅（やまのえき）は、かつて鹿児島県大口市小木原870番地（現・伊佐市大口小木原）に設置されていた、九州旅客鉄道（JR九州）山野線の駅（廃駅）である。
山野線の廃止に伴い、1988年（昭和63年）2月1日に廃駅となった。1972年（昭和47年）までは宮崎 - 出水間で運行されていた急行「からくに」の停車駅であった。

## 歴史
- 1921年（大正10年）9月11日：山野軽便線の開通に伴い、開業[1][2]。
- 1947年（昭和22年）6月1日：小手荷物の取扱を開始[3]。
- 1963年（昭和38年）6月1日：貨物取扱を薩摩大口駅に統合する[2]。
- 1965年（昭和40年）9月30日：交換設備を撤去する。
- 1971年（昭和46年）2月20日：荷物扱い廃止[4]。無人化される[2][5]。
- 1978年（昭和53年）3月：鉄骨平屋建ての駅舎に改築[6][7]。
- 1987年（昭和62年）4月1日：国鉄分割民営化により、JR九州が承継[8]。
- 1988年（昭和63年）2月1日：山野線の全線廃止に伴い、廃駅となる[8]。

## 駅構造
単式ホーム1面1線と側線1本を有する地上駅で、ホーム上に待合所を併設する無人駅であるが、駅舎は無かった。1965年（昭和40年）までは相対式ホーム2面2線を有し、列車交換をすることができた。

## 現在の状況
地元の集会所になっており、建物裏には踏切警報機と「山野駅跡之碑」の記念碑と「山野駅」の駅名標がある。

## 隣の駅
九州旅客鉄道（JR九州）
山野線
西山野駅 - 山野駅 - 郡山八幡駅